# Jacamar gros
El jacamar gros (Jacamerops aureus) és una espècie d'ocell, única del gènere Jacamerops, que pertany a la família dels galbúlids (Galbulidae).

## Morfologia
- La denominació del gènere, Jacamerops, és una contracció entre Jacamar i Merops (abellerol) que fa referència a una certa semblança superficial amb aquelles aus. És el membre més gran de la seva família, fent 30 – 34 cm de llargària. El bec és una mica corbat i proporcionalment més gran que en la resta de jacamars.
- La major part de l'ocell és de color verd, amb reflexos daurats. Ventre i pit rogenc. La cua és blava per sota.
- Els dos sexes són molt semblants, excepte per una banda a la gola, blanca al mascle i lleonada a la femella.

## Alimentació
Són aus insectívores, que troben el seu aliment furgant entre les fulles, on de vegades agafa també sargantanes i aranyes.

## Hàbitat i distribució
Ocell propi dels boscos de ribera de les terres baixes (fins als 1000 metres) de Costa Rica i Panamà, i zona limítrofa de Colòmbia. A l'oest dels Andes habita alguns indrets de l'Equador. A l'est dels Andes, des del sud de Colòmbia, est de l'Equador i el Perú, i nord de Bolívia, a través de l'Amazònia del Brasil, fins a Veneçuela i les Guaianes.

## Llistat de subespècies
Se n'han descrit quatre subespècies dins aquesta espècie:
- Jacamerops aureus aureus (Statius Müller) 1776.
- Jacamerops aureus isidori Deville 1849.
- Jacamerops aureus penardi Bangs et Barbour 1922.
- Jacamerops aureus ridgwayi Todd 1943.